# Budisme Zen

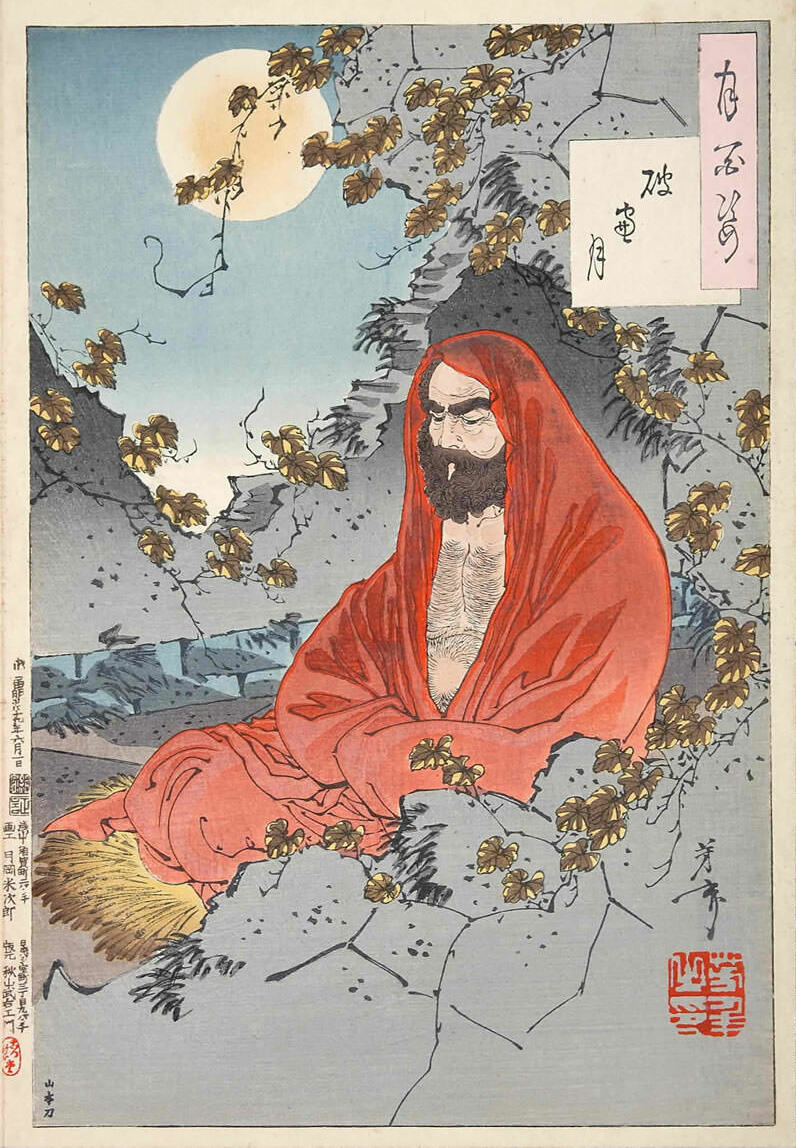
Bodhidharma (Yoshitoshi, 1887)

El budisme zen (en japonès: 禅, 'meditació silenciosa') és el nom d'una variant del budisme mahayana practicat primer a la Xina amb el nom de chan. Més tard, arribà al Japó sota el guiatge del monjo Eisai (1191) i va ser perfeccionat pel monjo Dogen (1227). L'objectiu fonamental de la pràctica zen és l'assoliment de la il·luminació interior o satori.
Sota aquesta denominació japonesa, sol al·ludir-se a un ventall molt ampli d'escoles i pràctiques budistes esteses per tota l'Àsia oriental. Durant la seva propagació a partir de la Xina, aquesta disciplina va patir poques modificacions, encara que rebés una clara influència per part de les cultures d'acollida.
Les principals escoles del budisme zen pròpiament japonès són rinzai, soto i obaku. Es distingeixen per la especialització en les diferents tècniques de meditació, com el koan o el zazen.

## Etimologia
La paraula zen prové del xinès chan, que al seu torn és una deformació del terme sànscrit dhyna, que es pot traduir per meditació. Més tard arribaria a Corea, on s'anomenà son, i també al Vietnam on es denominà thiền, pronunciacions una mica diferents del mateix ideograma xinès (禪 en xinès tradicional, 禅 en xinès simplificat).

## Origen del budisme zen

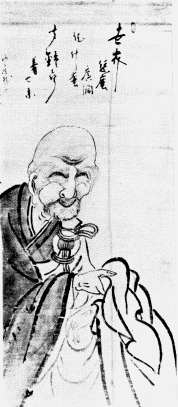
Mestre xinès Yunmen Wenyan

El budisme mahayana originari de l'Índia va arribar a la Xina durant el segle i. Al principi, va ser una transposició del budisme hindú, de manera que les principals pràctiques consistien en la traducció i l'estudi de textos. Progressivament, comença un procés de significació del budisme en el qual varen sorgir diverses escoles, i l'escola chan fou una d'aquestes.
El desenvolupament del zen parteix, doncs, d'una noció doctrinal als sutres budistes mahayana, en què s'afirma la preeminència del cultiu de la meditació (dhyana) com la via preferent per aconseguir el nirvana. En el budisme primigeni, s'observava una progressió en diferents estats de la meditació o jhanas que succeeixen en un cultiu gradual del practicant. En aquest context, el zen afirmarà l'existència d'un accés directe i espontani a l'últim i superior de tots aquests –aquell que precedeix immediatament l'experiència del nirvana– sense necessitat d'experimentar-ne els anteriors, mitjançant vies d'accés espontànies i que són alienes a la intel·lectualització o una noció de creixement gradual en el perfeccionament espiritual. El zen és, per antonomàsia, la tradició budista de la intuïció i l'espontaneïtat.

## El budisme mahayana
Es considera que les formes primerenques del budisme chan xinès comencen a ser visibles al voltant del segle vi i a partir de la influència de diversos sutres o textos sagrats del budisme mahayana de procedència hindú, i als quals més tard se'ls afegiran una sèrie de textos apòcrifs. Entre aquests textos principals hi ha la Prajnaparamita –una secció del cànon del mahayana que conté alguns sutres famosos com el Sutra del Cor o el Sutra del Diamant–, el «Despertar de la fe» atribuït a Aśvaghoṣa, el sutra de Vimalakirti, o el sutra del Lankavatara. Un apòcrif fonamental en la tradició zen és «el sutra de la Perfecta il·luminació».
En el budisme mahayana, es considera que l'origen hindú d'un escrit és fonamental a l'hora de poder-lo considerar com un text sagrat. Tot i així, hi ha hagut nombroses excepcions i, en parlar de textos apòcrifs, no s'ha d'entendre que siguin externs a la tradició budista, sinó, simplement, que el seu origen no és hindú.

## La naturalesa del buda
Encara que en el zen s'inclou l'estudi de sutres i textos, el caràcter directe i intuïtiu d'aquest tipus de tradició budista els situa en un segon pla, ja que no representen un camí per al despertar per si mateixos. Sempre es confia en la saviesa innata de qualsevol ésser humà que té la capacitat de desenvolupar tot el seu potencial. Aquesta noció és influència directa del budisme mahayana, plantejada des d'un cúmul de textos al voltant d'una idea anomenada Tathagata garbha, o «matriu de la il·luminació». Aquesta idea original del mahayana ja és implícita en la difusió de la prajnaparamita i s'ampliarà poc temps després amb l'aparició de diversos sutres.
En aquesta idea, se subratlla el caràcter innat de la naturalesa del buda que existeix en tot ésser viu, i això serà una influència crucial en tot el budisme xinès, japonès i de tot el sud-est asiàtic. La importància d'aquesta idea és que dotarà qualsevol persona de la capacitat de tenir un nivell espiritual tan alt com el d'un monjo, i això serà fonamental en l'expansió del mahayana i també del zen.

## Intuïcióversuserudició
L'efervescència d'aquestes idees en el budisme primerenc de la Xina s'esdevé com a reacció a una excessiva erudició i intel·lectualisme, present en el budisme xinès d'aquells temps. Posteriorment va rebre, al seu torn, la influència directa d'algunes de les escoles basades en l'estudi, com l'escola Tiantai o la Huayan. Aquestes diverses influències faran sorgir un nou tipus de pràctica i una nova manera d'entendre l'ensenyament que desenvolupa una via intuïtiva i directa per arribar a assolir un determinat estat mental, anomenat samadhi, que és previ al gran despertar espiritual o nirvana.
Aquest nou tipus de budisme està centrat en una determinada pràctica mental o meditació, que en xinès s'anomena chan. Als textos xinesos, aquesta escola es diu «Escola de la meditació». No s'ha d'entendre's el concepte de meditació com la pràctica d'asseure's a terra i meditar, sinó que té un context molt més ampli. Contràriament, les altres escoles dedicaven bona part del seu temps a l'estudi de textos, ja que consideraven que la lectura permetia acumular coneixements que conduïen al despertar espiritual. En aquest sentit, l'escola zen va establir un nou enfocament en què cultivar la pròpia ment serà el centre de la pràctica.

## Bodhidharma

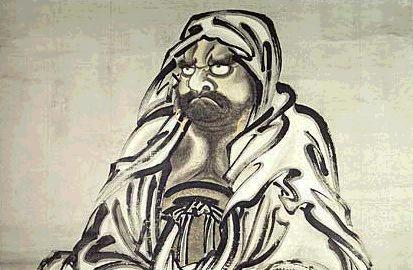
Bodhidharma

D'acord amb els relats tradicionals, el zen va arribar a la Xina per un monjo hindú al voltant del segle vi, anomenat Bodhidharma (Daruma en japonès). Era el 28è successor en una línia de transmissió d'ensenyament que la tradició remunta fins a Kasyapa, deixeble de Buda.
Com queda recollit al «Registre Jingde de transmissió de la llum» es va embarcar al voltant de l'any 520 aC en un viatge que el va dur fins al Regne de Liang, territori del sud de la Xina. Allà, Bodhidharma va tenir una famosa conversa amb l'emperador Wu, i va declarar que les bones accions fetes amb intencions egoistes eren inútils, sense gens de mèrit, i no servien per aconseguir la il·luminació.
Posteriorment, es va dirigir a un monestir a prop de Luoyang, a l'est de la Xina i, segons la llegenda, va estar meditant davant la paret d'un penya-segat abans d'acceptar cap deixeble. Finalment, va morir al temple Shaolin de la muntanya Sōng (嵩山少林寺), al comtat Dengfeng, província de Henan. La muntanya Sōng és el cim més alt de les Cinc Muntanyes Sagrades, ubicades a la província de Henan.
Com a heroi cultural llegendari, es vincula Bodhidharma també al temple Shaolin i la consegüent difusió de les arts marcials d'Àsia oriental, especialment en la tradició oral d'escoles de kung fu i tai-txi, i també en els populars treballs de ficció del gènere wuxia. No obstant això, avui se sap amb certesa que les arts marcials no van ser presents en el budisme xinès ni al temple shaolin fins a bastants segles després. De la mateixa manera, també avui se sap que Bodhidharma no va estar literalment «davant un mur», sinó que parlava d'un mur com un estat de la ment. Els moderns descobriments i traduccions continuen donant avui més llum sobre els orígens d'aquesta tradició budista, sens dubte una de les més practicades al món.
Bodhidharma és, per tant, el 28è patriarca del llinatge del budisme zen, al qual seguiran sis patriarques més, l'últim dels quals serà Huìnéng. Amb Huìnéng, s'acaba la línia del patriarcat zen, però no la línia successòria del zen. Des de Huìnéng, s'estén una completa genealogia que lliga mestres, ensenyaments i monestirs fins a arribar als temps actuals. Als monestirs xinesos o japonesos, aquests complicats arbres genealògics solen ser encara una cosa comuna.

## Expansió
En parlar del zen, sigui quin sigui el país on estigui establert, cal remuntar-se a la seva presència a la Xina. Totes les possibles variants de zen conflueixen en el seu origen a partir del budisme chan. La influència dels relats i ensenyaments dels patriarques chan és un referent constantment utilitzat en l'estudi i la pràctica, i les escoles desenvolupades als diferents països són, en realitat, derivacions de les mateixes escoles ancestrals xineses.
Des de la Xina, el budisme chan es va estendre amb èxit a Corea, el Japó i el Vietnam. A altres llocs com el Tibet va estar implantat un cert temps, però acabaria desapareixent. No obstant això, la influència d'aquest tipus d'enfocament budista deixaria llarga empremta a l'Himàlaia, i molts estudiosos subratllen l'existència de connexions tant històriques com de transmissió de textos des del chan cap a pràctiques tibetanes com el dzyan.

## Chán: la tradició de la Xina
Durant els primers temps del budisme chan hi va haver el daoisme. I al seu torn, el daoisme es veurà influït per la nova religió budista. Aquesta fusió va ser possible heretant aspectes principals d'altres escoles, com la important escola Tiantai del mestre Zhìyì. Amb el mestre Zhìyì, trobem ja una perspectiva immediata de l'alliberament. Els seus tractats sobre «La gran calma i contemplació» influiran durant segles la resta d'escoles i les seves idees seran centrals a l'hora d'entendre el procés de significació del budisme a la Xina que possibilitarà el naixement del chan.
Una altra escola influent en la gènesi del chan va ser l'Escola Huayan, avui desapareguda, i que ha estat reconeguda pels historiadors com l'escola mahayana més sofisticada, amb una complexa visió còsmica. La seva concepció de la naturalesa búdica ha influït de diferents maneres en altres escoles. La principal activitat d'aquesta escola és, sens dubte, l'Avatamsaka Sutra, un enorme i complex text sagrat.
L'Escola de la Terra Pura, de fet, l'escola xinesa més antiga del mahayana, influirà enormement en el zen, encara que de manera una mica més tardana. Amb el transcurs dels segles, el chán i la Terra Pura van esdevenir les dues escoles budistes que es repartiran el gruix del budisme xinès. Fins i tot apareixeran fusions, en la pràctica, d'ambdós tipus de budisme.
La base del budisme present en la formació del chan fructifica de manera espectacular durant la dinastia Tang, anomenada sovint l'edat d'or del budisme xinès. Fins llavors, podem parlar de l'existència d'ensenyaments chan però no pròpiament d'una escola. Però, dins de la dinastia Tang, ja es desenvolupen completament els mètodes peculiars i especials del budisme zen. Entre aquests mètodes, s'incloïen diàlegs entre mestre i deixeble, la investigació de preguntes, o la contemplació silenciosa. Un ambient de protecció imperial, especialment sota l'emperadriu Wǔ, estarà barrejat amb una certa bohèmia de les classes acomodades i amb alts i baixos en l'estabilitat social. Tot això generarà un ambient de gran creativitat en el qual el budisme tindrà un paper fonamental.
Al final de la dinastia Tang, s'esdevé una certa decadència de la pràctica, i així ja amb la dinastia Song apareix una reacció contemplativa que aposta gairebé únicament pel silenci i, en particular, per la contemplació silenciosa (en xinès, mo chao). Amb aquesta, el seguidor medita assegut per descobrir la seva pròpia naturalesa. Més tard, al Japó, a aquesta contemplació silenciosa xinesa se l'anomenarà zazen, que és avui un dels estereotips de la pràctica zen més coneguts a Occident.

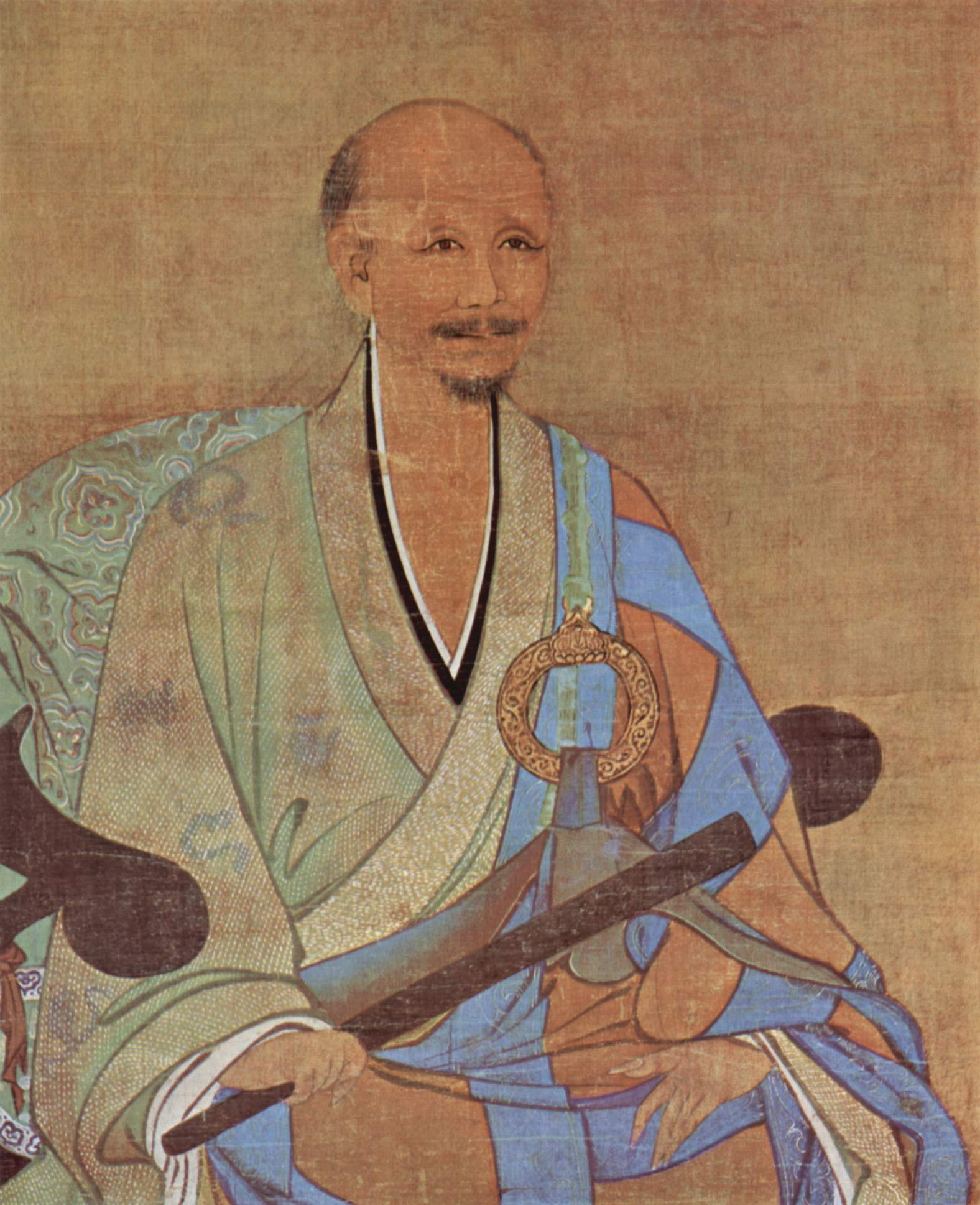
Mestre xinès Wuzhun (escola línji)

El segle xi, el budisme chan ja estava completament assentat a la Xina, on existia una àmplia xarxa de temples i monestirs i s'havia convertit, al costat de l'escola de la Terra Pura, en una de les principals escoles. En el flux històric d'intercanvis culturals entre Xina, el Japó i altres països del voltant, es van crear altres escoles per derivació de les xineses. Tot i que en cada país el zen desenvolupava unes peculiaritats, la comunicació entre les escoles zen dels diferents països ha estat freqüent i continuada, sota el fort vincle d'una història comuna.

## Zen: la tradició al Japó
En el budisme japonès, històricament, els monjos viatjaven amb freqüència a la Xina per rebre la transmissió de nous ensenyaments de mestres xinesos. De tornada a la seva terra i amb aquesta herència d'autoritat, estenien les prolongacions de les escoles i ensenyaments que havien conegut al continent. Amb el temps, adquirien la seva pròpia personalitat japonesa. Això, en realitat, és bona part del patró cultural del Japó, en què la influència de la Xina és un tema central per entendre la seva cultura i religió. Així, les dues escoles principals del budisme chan xinès anomenades línji i cozòng veuran el seu paral·lel japonès en les respectives dues escoles principals del budisme zen japonès: rinzai i sōtō.
Aquestes dues escoles japoneses acapararan amb el temps bona part d'un nou ressorgir del budisme al Japó. D'una banda, l'escola Rinzai seria del grat de les classes feudals. Per un altre, l'escola soto veuria com la seva pràctica seria integrada fins a cert punt dins de la manera de vida dels samurais. L'escola ja per llavors preponderant al Japó anomenada Tendai no s'hi oposaria.

## Zazen

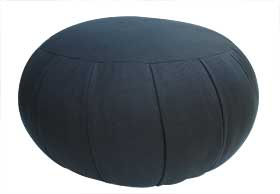
Zafu

El zazen és la pràctica per excel·lència de la meditació budista desenvolupada per l'escola soto japonesa. Aquesta tècnica de meditació és, sens dubte, la pràctica del budisme zen més estesa i coneguda avui. És la clàssica postura del Buda assegut en meditació. Sovint, es veu aquesta posició en estàtues de Buda a través de tot Orient: un home tranquil amb els ulls mig tancats, l'esquena dreta, les cames encreuades en posició de "lotus". En el zazen, això se sol fer sobre un petit coixí rodó anomenat zafu en japonès, que ajuda a bascular la columna.
Hi ha diferents aproximacions al zazen. Algunes postulen el flux natural de la respiració i una posició còmoda, mentre que d'altres de més noves tenen especial interès a assegurar físicament una actitud correcta. Les primeres són, sens dubte, les més tradicionals i que més apareixen en els textos històrics. Entre aquelles que emfatitzen el component físic, en trobem la recent del monjo japonès Taisen Deshimaru, que a partir de 1970 estendrà una xarxa de centres arreu d'Europa i que encara avui és la forma majoritària de conèixer el zen a Europa. La regulació de la respiració i la postura de la columna, cames i mans hi són essencials. Als Estats Units, en canvi, mitjançant el contacte desenvolupat a partir de la Segona Guerra Mundial, en trobem una varietat bastant més àmplia.
Tot i així, encara que en el tema físic hi hagi diferents enfocaments, en l'aproximació doctrinal al zazen les diferències gairebé no existeixen. Cal una atenció constant però tranquil·la per part del practicant. El pensament s'allibera; ni pensa ni deixa de pensar. Es deixa passar. No agafa ni rebutja, com si les ràfegues mentals fossin núvols que travessen el cel sense deixar rastre. Aquesta contemplació tranquil·la i atenta portarà el seguidor a descobrir la seva naturalesa búdica: "si deixem de remoure l'aigua d'un estany, podrem a la fi veure clarament el fons".
En japonès, a aquesta acció d'asseure's se l'anomena shikantaza, que al costat del mushotoku o absència d'intenció, es conforma així en una disposició en la pràctica budista, en què és present l'existència de la "il·luminació". És un ensenyament en què el simple fet d'asseure's és ja un acte d'harmonia plena, de convertir-se en Buda. Per tant, pràctica i aprenentatge van junts. També es parla de la pràctica de la no-pràctica. El principal exponent d'aquest ensenyament és, sense dubte, el monjo Dogen, l'obra principal del qual, Shobogenzo, ve a ser la guia fonamental de pràctica i ensenyament de l'escola Soto.
En el budisme zen japonès, l'altra escola principal anomenada Rinzai està especialitzada en els anomenats koan. Els koan són una derivació dels gōngān xinesos, que literalment vol dir 'cas públic'. En origen, feien referència a diàlegs i esdeveniments entre mestre i deixeble que eren registrats de manera escrita. Ja al Japó, l'escola Rinzai els recollirà i ampliarà, i els usarà com a tècnica de meditació anant més enllà de la simple reflexió.
Un koan pot ser una pregunta sense aparent sentit. Una qüestió de les més conegudes és: "¿quin és el so de picar de mans amb una sola mà?". Una altra és: "¿quin era el teu rostre original abans de néixer?". El practicant investigarà aquest tipus de pregunta amb una concentració total fins que el seu raonament conceptual quedi erradicat, i així pugui sorgir prajna, la saviesa intuïtiva. Això ocasionarà un despertar (satori, kensho) a la seva naturalesa búdica.

## Jardí zen
El jardí zen, en japonès karesansui és un estil de jardí japonès sec, que consisteix en un camp de sorra poc profunda i que conté sorra, grava, roques i ocasionalment herba, bambús, molsa i altres elements naturals, utilitzats com a forma de meditació pels monjos zen japonesos. Són jardins escena i, per tant, de dimensions limitades (com a màxim 10 x 30 metres). La sorra rasclejada representa el mar, al voltant de les roques es rascleja en anells, com si aquestes formessin ondulacions de l'aigua. A la resta del jardí, es rascleja en paral·lel a la plataforma.
Els jardins zen es desenvolupen principalment durant el període Muromachi (1336-1573), en què apareixen els dos ideals estètics bàsics d'aquest jardí:
- Yugen: la simplicitat elegant.
- Yohaku no bi: la bellesa del buit (així com en música es valoren els silencis). Té relació amb el taoisme, segons el qual, el buit és la part útil de les coses (un got no és el vidre, sinó el buit del seu interior).

En el període Azuchi-Momoyama (1574-1599) s'hi introdueixen algunes variacions:
- Talla de roques: ara es permet introduir pedres tallades en els jardins secs (abans només pedres naturals).
- O-karikomi: pràctica que consisteix a retallar arbres i plantes donant-los formes. Es retallen en tanques temes com El vaixell del tresor o L'illa Horai.

Al segle xx, arquitectes com Shigemori Mirei continuen fent jardins Karesansui en temples zen:
- Zuiho-In (1938)
- Tofuku-Ji

El jardí zen més famós es troba al temple de Ryōan-ji, que està situat al nord-oest de Kyoto. El jardí de roca es va afegir al temple a finals del segle xv, per tal de proveir d'un lloc als monjos per a la seva meditació. Es diu que aquest jardí té un efecte tranquil·litzador.

### Interpretacions
Hi ha hagut moltes interpretacions per a explicar la distribució d'un jardí zen. Algunes d'aquestes interpretacions són:
- La grava representa l'oceà i les roques representen les illes del Japó.
- Les roques representen la tigressa amb els seus cadells, nedant cap a un drac.
- Les roques formen part del kanji 心, que significa ‘cor’, ‘esperit ’o ‘ment’.

Una explicació recent pels investigadors Gert van Tonder de la Universitat de Kyoto i Michael J. Lyons del Laboratori d'Intel·ligència Robòtica i Comunicacions ATR diu que les roques de Ryōan-ji formen un missatge subliminar d'un arbre. Aquesta imatge no pot ser percebuda conscientment quan se les mira, però els investigadors opinen que el subconscient és capaç de percebre la subtil associació en les pedres i creuen que és el responsable de l'efecte tranquil·litzador d'aquest tipus de jardins. El concepte del disseny del jardí zen s'ha anat adaptant a la creació d'un entorn més natural. L'orientació del jardí per al relax ha d'encarar l'est; la sorra que representa la pau del mar és la que ha d'estar mirant cap a la sortida del sol.

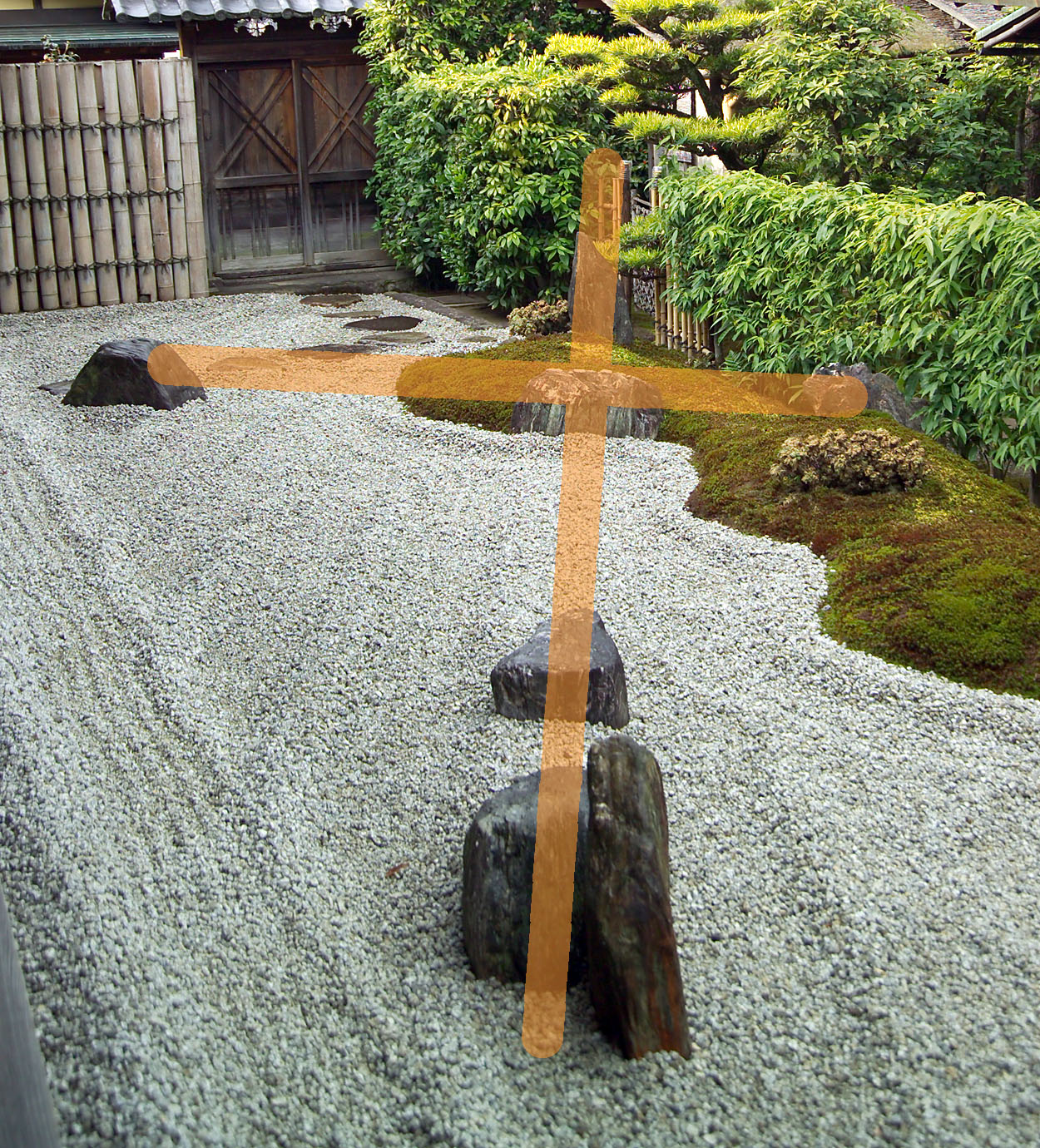
Associació d'una creu al jardí Zuiho-in del temple Daitoku-ji a Kyoto, obra de 1938 de l'arquitecte Sighemori Mirei

### Crítiques
Els comentaris crítics assumeixen una interpretació molt literal del jardí zen. El terme reflecteix el fet que aquest estil de jardí es va desenvolupar en els temples del Rinzai zen. Alguns dels dissenyadors històricament més rellevants, com Muso Soseki i Soami, monjos o practicants del zen, més l'estil dels jardins zen tradicionals es va desenvolupar durant un període de la història japonesa en què les pràctiques culturals associades amb el budisme zen (com la cal·ligrafia i la pintura de paisatges) tenien una influència creixent sobre l'art japonès en el seu conjunt. Aquesta àmplia influència sobre la cultura japonesa és la raó que aquest estil de jardineria, que va tenir efectivament el seu origen en temples zen, hagi arribat a trobar-se en cases, negocis i restaurants.
Encara que hi ha una gran varietat d'opinions sobre el valor d'aquests jardins per a la pràctica budista, és incorrecte negar que el seu desenvolupament està estretament associat als temples del Rinzai zen, particularment els grans complexos religiosos de Kyoto.
El concepte de "jardí zen" és considerat un mite per molts crítics, i entre ells per experts en jardineria i budisme japonesos. Opinen que és una creació occidental de finals del segle xx que no té fonament en la jardineria japonesa. El que sí que existeix és, per descomptat, l'estètica del "jardí zen" o "jardí sec", que no és de cap manera exclusiva dels jardins adjacents als temples zen. Els jardins secs poden trobar-se al costat de cases, restaurants i posades. D'igual manera, al voltant dels temples zen es troben jardins de diferents estils, sense que els jardins secs siguin més que un d'aquests estils.
El terme jardí zen apareix en un llibre anomenat One Hundred Kyoto Gardens, publicat el 1935, escrit per Loraine Kuck en anglès. El primer ús en l'idioma japonès d'aquest terme no es registra fins a 1958. D'això, es pot deduir que alguns estudiosos japonesos de la postguerra es van limitar a adoptar una innovació occidental, acceptant el concepte de "jardí zen" perquè ja s'havia difós entre els estrangers.
El llibre de Wybe Kuiterts, Themes, Scenes & Taste in the History of Japanese Garden Art, publicat el 1988, proposa un important argument en contra de la correlació entre el zen i el jardí zen:
| « | Kuck barreja la seva interpretació històricament determinada (segle XX) del jardí zen amb la d'un jardí antic provinent d'un context cultural completament diferent. La seva interpretació resulta així invalidada ... (el jardí medieval) va trobar el seu lloc en temples zen i en llars de guerrers perquè millorava el seu entorn cultural. És qüestionable que la seva apreciació respongui a una emoció religiosa, abans que a una apreciació per la forma. | » |

Kuiterts s'emmarca més adequadament el jardí zen en la perspectiva budista: "(d'acord amb Dogen) el millor jardí per a representar a la doctrina de Buda seria no-res. Com a mínim, no seria un jardí que amb un atractiu estètic distragués de la cerca veritable de la il·luminació". Kuitert exposa més crítiques en traduir els comentaris d'un monjo, a l'era Muromachi, en Tō-ji: "La gent que practica zen no hauria de construir jardins. Al sutra diu que el bodhisattva Makatsu, que desitjava meditar, primer va abandonar la vida mundana de fer negocis i generar riqueses, així com abandonà la tasca de collir vegetals...".
La creença que els monjos zen utilitzen els jardins per a meditar es veu desmentida pel fet que al Japó els monjos zen gairebé sempre mediten en interiors, de cara a una paret (soto zen) o al centre de l'estança (rinzai), mai mirant a exteriors. Les fotos de monjos japonesos meditant en jardins secs són esdeveniments preparats.